# Anna Milewska-Młynik
Anna Milewska-Młynik (ur. 3 stycznia 1950 w Ciechanowie, zm. 31 lipca 2018 w Warszawie) – polska etnografka i muzealniczka, znawczyni historii zesłań Polaków na Syberię w XIX i XX wieku oraz dziejów i dziedzictwa Kresów Wschodnich.

## Życiorys
Była córką małżeństwa nauczycieli: Aleksandra i Jadwigi Marii z Kamińskich. Wychowała się i uczyła w Otwocku.
W latach 1968–1973 studiowała etnografię na Uniwersytecie Warszawskim. W 2002 w Instytucie Archeologii i Etnografii PAN obroniła pracę doktorską.
Po studiach etnograficznych pracowała w Ośrodku Badawczo-Rozwojowym „Cepelia”, zaś od 1993 do śmierci w Muzeum Niepodległości w Warszawie. Zorganizowała tam wiele wystaw czasowych. Była twórczynią dwóch kolekcje dokumentujących losy Polaków na Kresach Wschodnich. Pierwsza to Kolekcja Krzemieniecka założona z inicjatywy Koła Krzemieńczan i funkcjonująca przy oddziale staromiejskim Towarzystwa Przyjaciół Warszawy. Drugą była Kolekcja Sybiracka na temat zsyłki Polaków do byłego ZSRR. Milewska-Młynik kontaktowała się i współpracowała ze środowiskami sybirackimi, z Zarządem Głównym Związku Sybiraków i Stowarzyszeniem Łagierników Żołnierzy Armii Krajowej. W ramach obu kolekcji prowadziła badania, pozyskiwała muzealia, przygotowywała wystawy. Badała życie osób związanych z Liceum Krzemienieckim. Wielokrotnie uczestniczyła w polsko-ukraińskiej inicjatywie, spotkaniach w Krzemieńcu pod hasłem Dialog Dwóch Kultur. Sprawowała opiekę nad Kolekcją Leopolis w Muzeum Niepodległości powstałą w 1992 w celu gromadzenia materiałów na temat historii i dziedzictwa Lwowa oraz Małopolski Południowo-Wschodniej.
Brała udział w konferencjach naukowych poświęconych tematyce kresowej i syberyjskiej z czasu zaborów, II wojny światowej i powojnia. Korzystając z urlopu, jeździła nad Bajkał, a śladami polskich zesłańców udała się do Irkucka, Usola, Wierszyny, Władywostoku, na Wyspy Sołowieckie, do Workuty i Kazachstanu. Była pionierką badań nad życiem Mariana Jonkajtysa, autora Marsza Sybiraków, oraz Feliksa Mostowicza, który w malarstwie odwoływał się do tematyki zesłania. Badała ludy syberyjskie (Baszkirzy, Tatarzy, Kirgizi) oraz rolę adatu, szariatu i prawodawstwa rosyjskiego w systemie norm społecznych w Kazachstanie. Była aktywna na polu wydawniczym, w „Niepodległości i Pamięci”, „Zesłańcu”, „Wrocławskich Studiach Wschodnich”, „Etnografii Polskiej”, „Roczniku Muzułmańskim”, „Pro Georgia”, „Literaturze Ludowej”, „Roczniku Wschodnim”, „Polskiej Sztuce Ludowej”, „Kwartalniku Stowarzyszenia Łagierników Żołnierzy AK” oraz innych czasopismach opublikowała ponad 200 artykułów, studiów, rozpraw i recenzji. Przygotowała katalog Kolekcji Sybirackiej Muzeum Niepodległości. Wiedzę na zajmujące ją tematy popularyzowała podczas prelekcji i odczytów w Muzeum Niepodległości. Konsultowała spektakle teatralne i filmy dokumentalne.
W Muzeum Niepodległości była wieloletnią członkinią związków zawodowych, w latach 2014–2018 pełniła funkcję przewodniczącej Komisji Oddziałowej NSZZ „Solidarność”, w 2018 była jej sekretarką. Była członkinią Komisji Międzyzakładowej NSZZ „Solidarność” nr 252 w Państwowym Muzeum Archeologicznym w Warszawie.
W latach 2006–2018 należała do Komisji Badań nad Historią Syberii w Komitecie Historii Nauki i Techniki PAN. Była egzaminatorką i konsultantką olimpiady tematycznej „Losy Polaków na Wschodzie po 17 września 1939 r.” organizowanej przez Uniwersytet Kardynała Stefana Wyszyńskiego w Warszawie. W latach 2017–2018 była redaktorką naczelną „Kwartalnika Stowarzyszenia Łagierników Żołnierzy AK”.
Wyszła za mąż za Rolanda Młynika, absolwenta Wojskowej Akademii Technicznej, badacza historii zesłań Polaków na Syberię. Mieli syna Karola (ur. 1983).
W 2011 Społeczna Fundacja Pamięci Narodu Polskiego odznaczyła ją za działalność na rzecz upowszechniania nauki i osiągnięcia zawodowe Medalem „Mater Polonia Nostra Est”. W 2014 Zarząd Główny Związku Sybiraków przyznał jej Odznakę Honorową „Krzyż Sybiracki” w uznaniu zasług na polu popularyzacji tematyki zesłańczej.
Została pochowana na cmentarzu parafialnym w Borzymach.